# Illa Richards
L'illa Richards és una de les illes de l'arxipèlag Àrtic Canadenc dins dels Territoris del Nord-oest, Canadà. L'illa està deshabitada i té una superfície de 2.165 km2, amb 85 quilòmetres de llargada per 42 quilòmetres d'amplada. El seu límit oriental està marcat pel canal principal del riu Mackenzie, mentre que el seu límit occidental està definit pel canal Reindeer. La costa nord està definida pel mar de Beaufort. És una illa molt baixa, travessada per un laberint de canals i amb moltes llacunes i aiguamolls.
L'illa va ser batejada per John Richardson el 1826 en honor al governador del Banc d'Anglaterra, John Baker Richards.
A la zona hi ha importants jaciments de petroli i gas.